# زهير الشن
زهير صالح محمد الشن (31 يوليو 1958 في طولكرم –) دبلوماسي وسياسي فلسطيني، مثّل فلسطين لدى عدد من دول ومنظمات العالم. يحمل درجة الدكتوراه في إدارة الأعمال.

## نشأته وتحصيله العلمي
ولد زهير صالح محمد الشن في مدينة طولكرم شمال غرب الضفة الغربية بتاريخ 31 يوليو 1958، تلقى تعليمه المدرسي في مدارس طولكرم. وضعته السلطات الإسرائيلية قيد الاعتقال الإداري في سجن مدينة طولكرم وهو طالب في المرحلة الثانوية وذلك لمشاركته في النشاطات السياسية بالمدينة. حصل على درجة الماجستير في إدارة الأعمال من جامعة راجستان في الهند، ثم حصل عام 1990 على درجة الدكتوراة في إدارة الأعمال من ذات الجامعة.

## مناصبه
- مدير الشؤون القنصلية في سفارة دولة فلسطين لدى تونس (1991 - 1994).[4]
- قائم بأعمال سفير دولة فلسطين لدى تونس (1994 - 1995).
- رئيس دائرة الوطن العربي والشؤون الإسلامية في الدائرة السياسية بمنظمة التحرير الفلسطينية (1995 - 2005).
- سفير دولة فلسطين لدى البوسنة والهرسك (25 أبريل 2006 - 2008).
- سفير دولة فلسطين لدى الاتحاد الأفريقي (2008 - 2015).
- سفير دولة فلسطين لدى منظمات الأمم المتحدة في إفريقيا (منظمة الأمم المتحدة للبيئة ومنظمة الإسكان) (2008 - 2015).[1]
- سفير دولة فلسطين لدى كينيا (11 أبريل 2008 - 2015).[5]
- سفير دولة فلسطين لدى إثيوبيا (19 أبريل 2008 - 2015).[6]
- سفير دولة فلسطين لدى أوغندا (27 أغسطس 2009- 2015).[7]
- سفير دولة فلسطين لدى المغرب (17 سبتمبر 2015 - 2017).[8]
- سفير دولة فلسطين لدى إندونيسيا (17 يناير 2018 - حتى الآن).[9]